# Хайнрих IX (Ройс-Кьостриц)
Хайнрих IX фон Ройс-Кьостриц (на немски: Heinrich IX von Reuß-Köstritz; * 15 септември 1711 в Кьостриц; † 16 септември 1780 в Берлин) е граф на Ройс-Кьостриц от „средния клон“ (1748 – 1780). Той е основател на страничната „средна линия Ройс-Кьостриц“, клон на род Дом Ройс.
Той е четвъртият син на граф Хайнрих XXIV фон Ройс-Шлайц-Кьостриц (1681 – 1748) и съпругата му фрайин Елеонора фон Промниц-Дитерсбах (1688 – 1776), дъщеря на фрайхер Йохан Кристоф фон Промниц-Дитерсбах (1661 – 1689) и фрайин Анна Елизабет фон Саурма фон дер Йелч (1663 – 1708).
През 1748 г. той и братята му се разделят на три линии Ройс-Кьостриц. Брат е на Хайнрих VI (1707 – 1783), граф Ройс-Кьостриц, стария клон (1748 – 1783), и на Хайнрих XXIII (1722 – 1787), граф Ройс-Кьостриц, младия клон (1748 – 1787). Хайнрих IX е основател на страничната „средния клон Ройс-Кьостриц“.
Хайнрих завършва държавна икономика и право и след пътуването му започва са управлява имотите на майка му в Силезия, където взема юридическа служба. Чрез фамилни връзки той се запознава с пруския крал Фридрих II и започва работа в Берлин като съветник в камерния съд.
От 1762 до 1769 г. Хайнрих IX е кралски пруски генерален пощенски майстер и шеф на пощите. По-късно той става министър и главен дворцов служител и тесен личен съветник на Фридрих Велики. След смъртта му той е погребан в Берлинската „Гарнизонска църква“.
Внук му княз Хайнрих LXIII Ройс-Кьостриц (1786 – 1841), дядо на принцеса Елеонора Българска (1860 – 1917), съпруга от 1908 г. на цар Фердинанд I от България (1861 – 1948).

## Фамилия
Хайнрих IX фон Ройс-Кьостриц се жени на 7 юни 1743 г. в Дорт близо до Девентер за графиня Амалия Есперанца фон Вартенслебен-Флодроф (* 17 март 1715; † 22 април 1787 в Берлин), дъщеря на граф Карл Софрониус Филип фон Вартенслебен-Флодроф (1680 – 1751) и Йохана Маргарета Хуисен ван Катендийке графиня фон Флодроф (1691 – 1724). Те имат девет деца:
- Емилия Ройс (* 21 април 1745, Берлин; † 20 октомври 1754, Берлин)
- София Ройс (* 2 май 1746, Берлин; † 25 октомври 1746, Берлин)
- Хайнрих XXXVII Ройс (* 9 август 1747, Берлин; † 12 ноември 1774, Берлин), граф на Ройс
- Хайнрих XXXVIII Ройс-Кьостриц (* 9 октомври 1748, Берлин; † 10 април 1835, Янкендорф), граф, женен I. на 17 юли 1784 г. във Волфсхаген за графиня Фридерика фон Шметов (* 23 юли 1753; † 19 август 1786), дъщеря на граф Карл Леополд и графиня Амелия Вилхелмина фон Шверин, II. на 13 февруари 1792 г. в дворец Барут за фрайин Фридерика фон Флечер (* 24 март 1756; † 28 август 1815), дъщеря на фрайхер Максимилиан фон Флечер и Фридерика Кристиана Елизабет Поли
- Хайнрих XXXIX Ройс (* 24 януари 1750, Берлин; † 17 февруари 1815, Дрезден), граф на Ройс, женен на 24 януари 1792 г. в Берлин за фрайин Хенриета фон Кнобелсдорф-Либен (* 24 февруари 1740; † 28 август 1826), дъщеря на фрайхер Вилхелм Готлиб фон Кноблесдорф и Фридерика Гертнер фон Грюнек, вдовица на конте Хайнрих де Ла Моте-Фуке
- Хайнрих XLI Ройс (* 8 септември 1751, Берлин; † 11 декември 1753, Берлин)
- Хайнрих XLIV Ройс-Кьостриц (* 20 април 1753, Берлин; † 3 юли 1832, Требшен), принц/княз младата линия, женен I. на 11 септември 1783 г. за баронеса Вилхелмина фон Гойдер, нар. Рабенщайнер (* 19 ноември 1755; † 17 декември 1790), дъщеря на фрайхер Фридрих Кристоф фон Гойдер и Йохана Вилхелмина фон Бредов, II. на 12 май 1792 г. във Фалкенбург, близо до Маастрихт за фрайин Августа Ридезел цу Айзенбах (* 9 август 1771; † 21 ноември 1905 в Берлин), дъщеря на фрайхер Фридрих Адолф Ридезел цу Айзенбах и Фридерика Шарлота Луиза фон Масов; баща от I. брак на:
  - княз Хайнрих LXIII Ройс-Кьостриц (1786 – 1841), дядо на принцеса Елеонора Българска (1860 – 1917), съпруга от 1908 г. на цар Фердинанд I от България (1861 – 1948).
- Луиза Ройс (* 15 март 1756, Берлин; † 10 октомври 1807, Берлин), омъжена на 21 март 1792 г. в Либен за барон Карл фон Кнобелсдорф-Облат (* 24 март 1746; † 29 юли 1821/28)
- Хайнрих L Ройс (* 15 август 1760, Берлин; † 2 юли 1764, Берлин)